# Malais singapouriens
Les Malais singapouriens (malais : Melayu Singapoura, ايو سيڠاڤورا) sont un groupe ethnique de Singapour. Peuple autochtone, il représente environ 15% de la population de la Cité-État. Avant l'arrivée de Thomas Stamford Raffles, les Malais vivant sur l'île dépendaient du sultanat de Johor. Jusqu'à la Seconde Guerre mondiale, les Malais étaient favorisés pour l'obtention de postes dans l'administration coloniale, ce qui coïncidait avec une émigration en provenance de la péninsule malaise, Brunei, Java, Sumatra et Célèbes. Bien qu'issus d'horizons divers du monde malais, beaucoup sont néanmoins liés par une culture, une langue et une religion similaires. 

## Histoire
Dans Annales malaises (Sejarah Melayu (en)), texte composé entre le quinzième et le seizième siècle, il est relaté la création par un prince de Palembang d'une cité commerçante nommée Temasek à l'emplacement actuel de Singapour en 1299 après Jésus-Christ. Palembang était alors la capitale de la déclinante thalassocratie Sriwijaya, et un prince, Sang Nila Utama, dont la légende racontait qu'il descendait de l'union d'Alexandre le Grand et d'une princesse indienne appelée Shahru Al-Bariyah, renomma la ville Singapour (ville du lion en sanskrit) après avoir vu un fauve, plus probablement un tigre.
Au quatorzième siècle, Singapour souffrit des raids de l'empire javanais Majapahit au sud, et du royaume d'Ayutthaya au nord. Autour de 1388, Parameswara vint à Singapour pour fuir les Majapahit, mais il dut de nouveau fuir vers 1400 pour fonder le sultanat de Malacca. Quand les Portugais capturèrent Malacca en 1511, le dernier sultan rejoignit Johor, où il établit un nouveau sultanat dont Singapour faisait partie, le sultanat de Johor, qui prit le nom de sultanat de Lingga-Riau en 1811. 
Lorsque Raffles arriva à Singapour, des milliers de Malais y vivaient déjà, dont des nomades de la mer. En 1824, un recensement révéla que les Malais constituaient près de 60% de la population totale.

## Les différents groupes malais
- Les nomades de la mer
  - Orang Laut
  - Orang Kallang
  - Orang Seletar
  - Orang Selat
  - Orang Gelam, originaires de Batam
- Les Malais

Au recensement de 1824, il y avait près de 5000 Malais sur une population totale de 10000 personnes.
- Les Javanais
- Les Bawean
- Les Bugis

Ils se sont répandus à partir de Célèbes pour établir des centres de commerce dans toute la région. L'existence des Indes orientales néerlandaises et le blocus des Néerlandais ont coupé les Bugis de leurs routes commerciales traditionnelles. Cela les a obligés à migrer vers d'autres régions pour continuer le commerce. En 1819, les conflits entre les Néerlandais et les Bugis font qu'un certain nombre de Bugis quittent Riau, et peu après l'arrivée de Raffles à Singapour, un groupe de 500 Bugis dirigé par le chef Arong Bilawa fuit vers Singapour. Au recensement de 1824, il y avait près de 2000 Bugis sur une population totale de 10 000 personnes.
- Les Banjar
- Les Batak

| Appartenance | 1931   | 1947    | 1957    | 1970    | 1980    | 1990    |
| ------------ | ------ | ------- | ------- | ------- | ------- | ------- |
| Total        | 65,104 | 113,803 | 197,059 | 311,379 | 351,508 | 384,338 |
| Malais       | 57.5%  | 61.8%   | 68.8%   | 86.1%   | 89.0%   | 68.3%   |
| Javanais     | 24.5%  | 21.7%   | 18.3%   | 7.7%    | 6.0%    | 17.2%   |
| Bawean       | 14.4%  | 13.5%   | 11.3%   | 5.5%    | 4.1%    | 11.3%   |
| Bugis        | 1.2%   | 0.6%    | 0.6%    | 0.2%    | 0.1%    | 0.4%    |
| Banjar       | 0.7%   | 0.3%    | 0.2%    | 0.1%    | N.A.    | N.A.    |

(Reference: Arumainathan 1973, Vol 1:254; Pang, 1984, Appendix m; Sunday Times, 28 June 1992)

## Statut
Bien que les Malais de Singapour aient généralement d'ascendance mixte, ils sont toujours reconnus et considérés comme la population indigène de Singapour par la Constitution de Singapour, partie XIII, Dispositions générales, minorités et position spéciale des Malais, section 152 :
Le gouvernement doit exercer ses fonctions de manière à reconnaître la position particulière des Malais, qui sont la population autochtone de Singapour, et il lui incombe donc de protéger, sauvegarder, soutenir, favoriser et promouvoir leurs intérêts politiques, éducatifs, religieux, économiques, sociaux et culturels ainsi que la langue malaise.

## Galerie

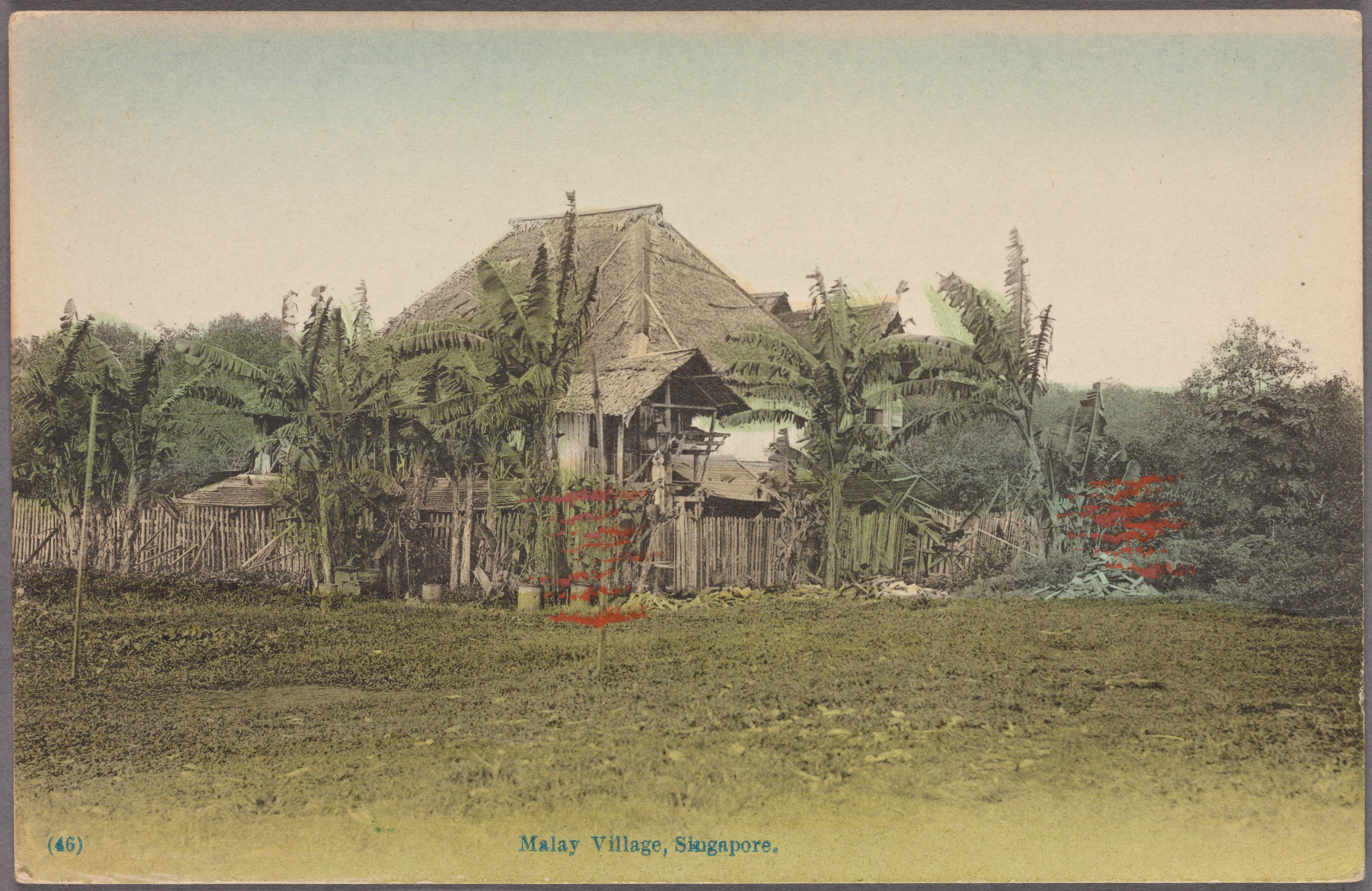
Kampung malais à Singapour vers 1907
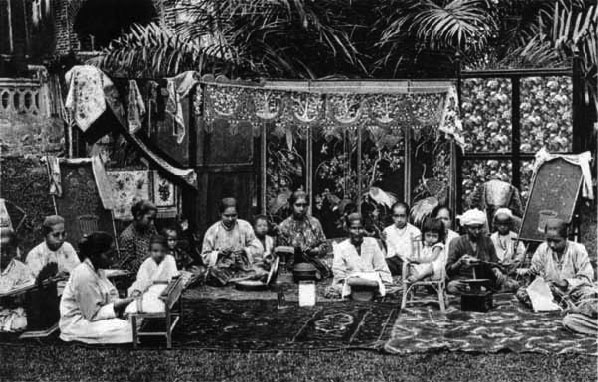
Malaises singapouriennes vers 1910
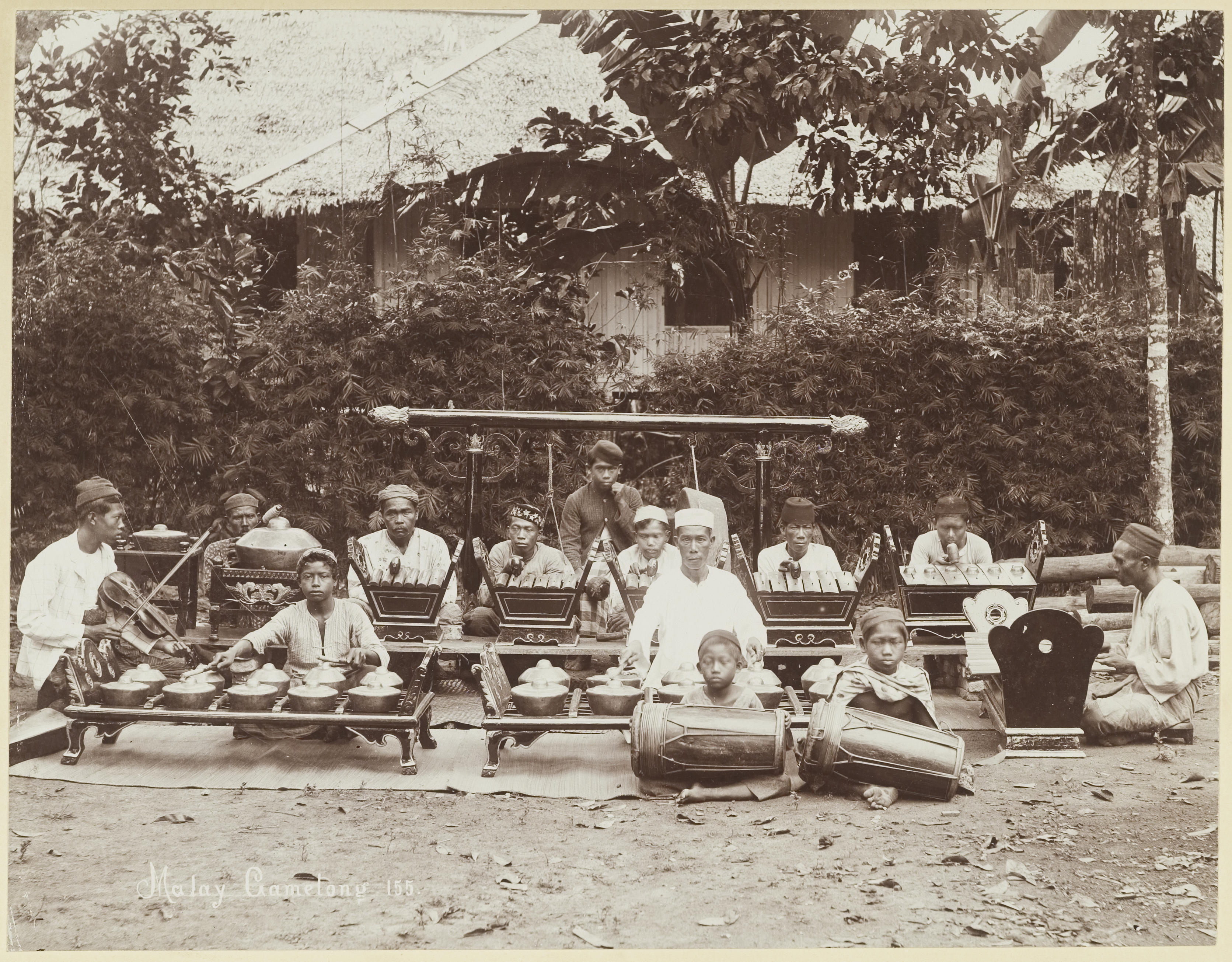
Gamelan dans les Établissements des détroits
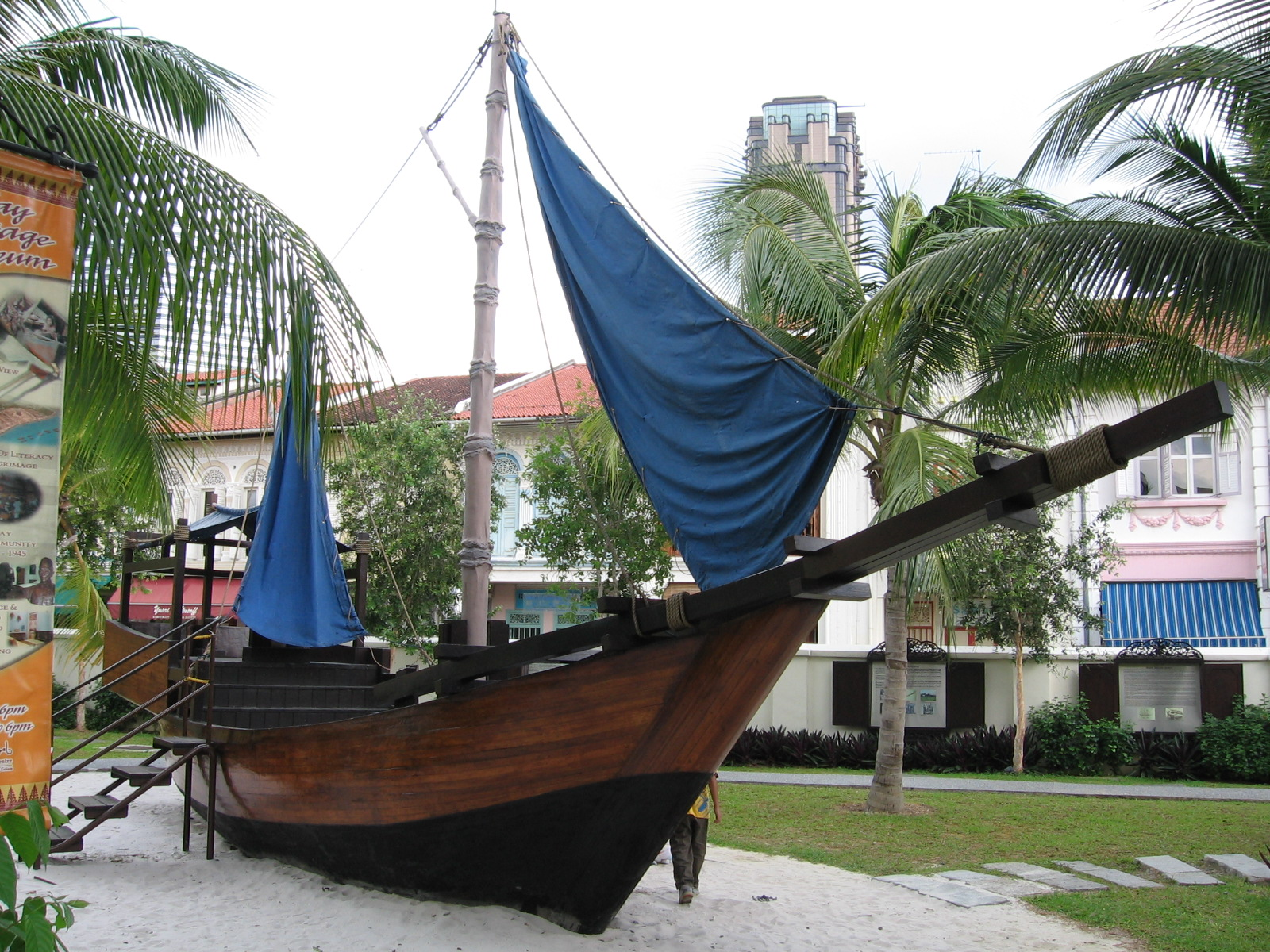
Réplique d'un Pinisi, type de bateau sur lequel beaucoup de Bugis sont arrivés à Singapour

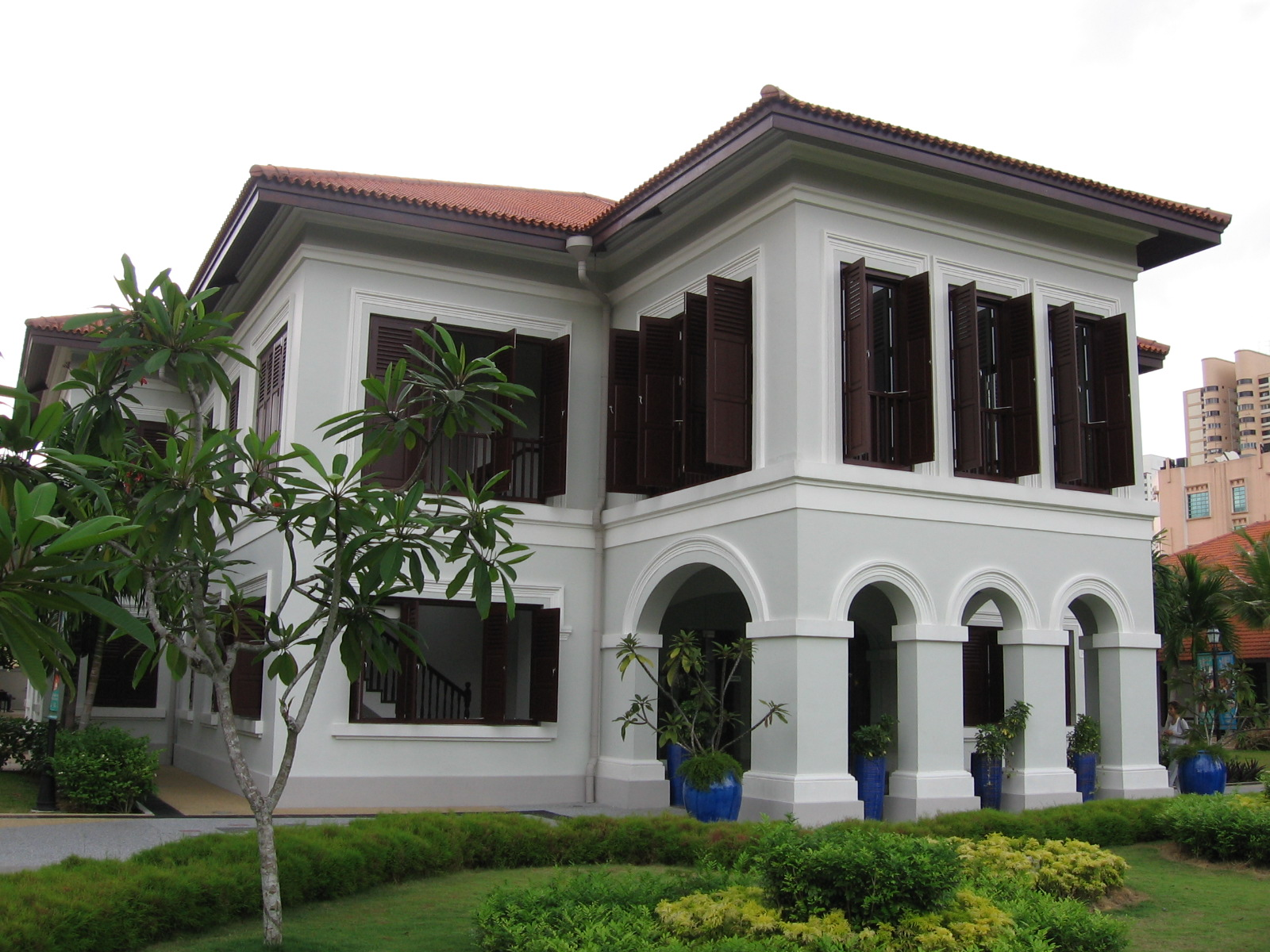
L'Istana Kampong Glam (en), un ancien palace malais
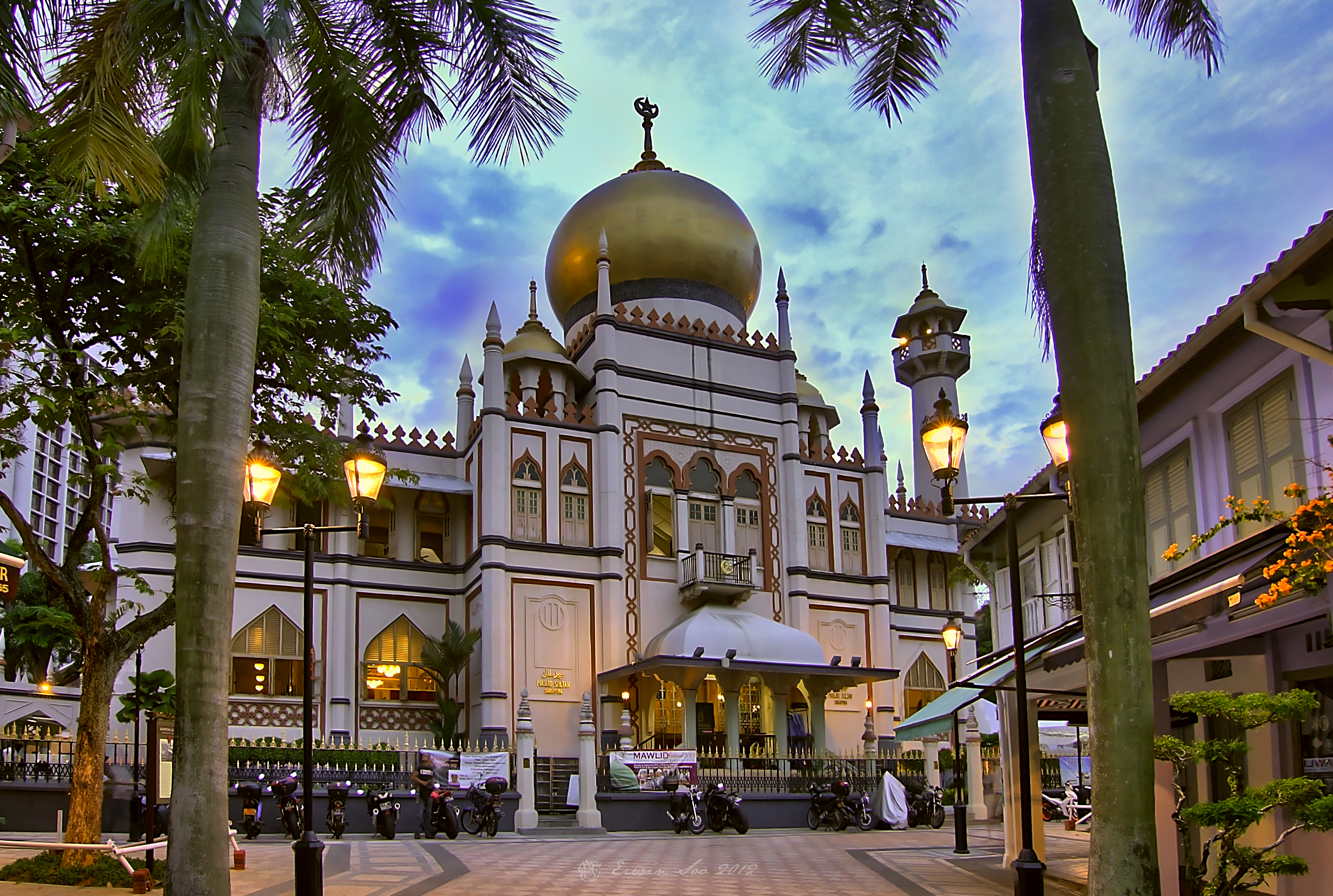
La Sultan Mosque (en)
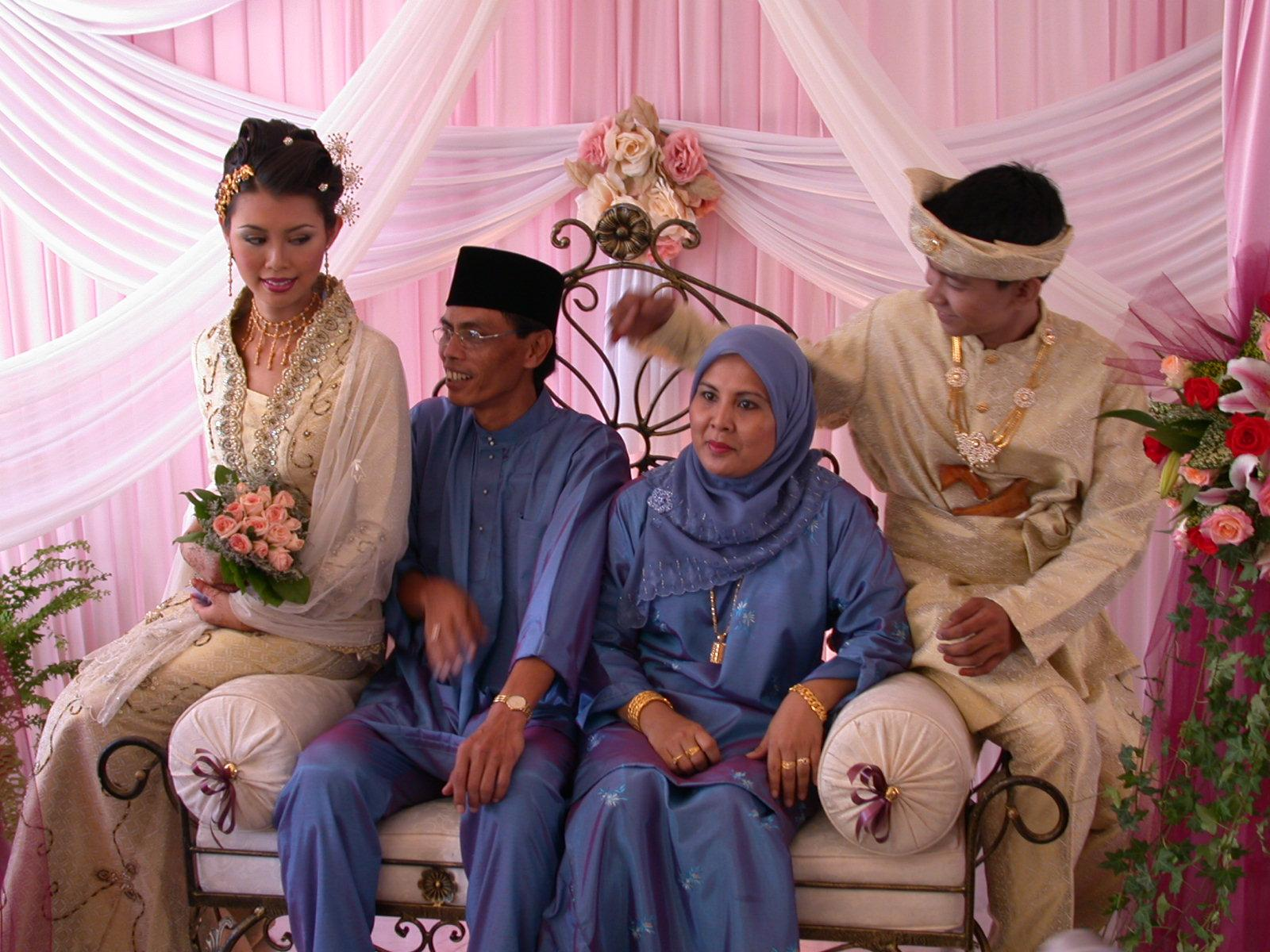
Mariage de Malais singapouriens en 2008
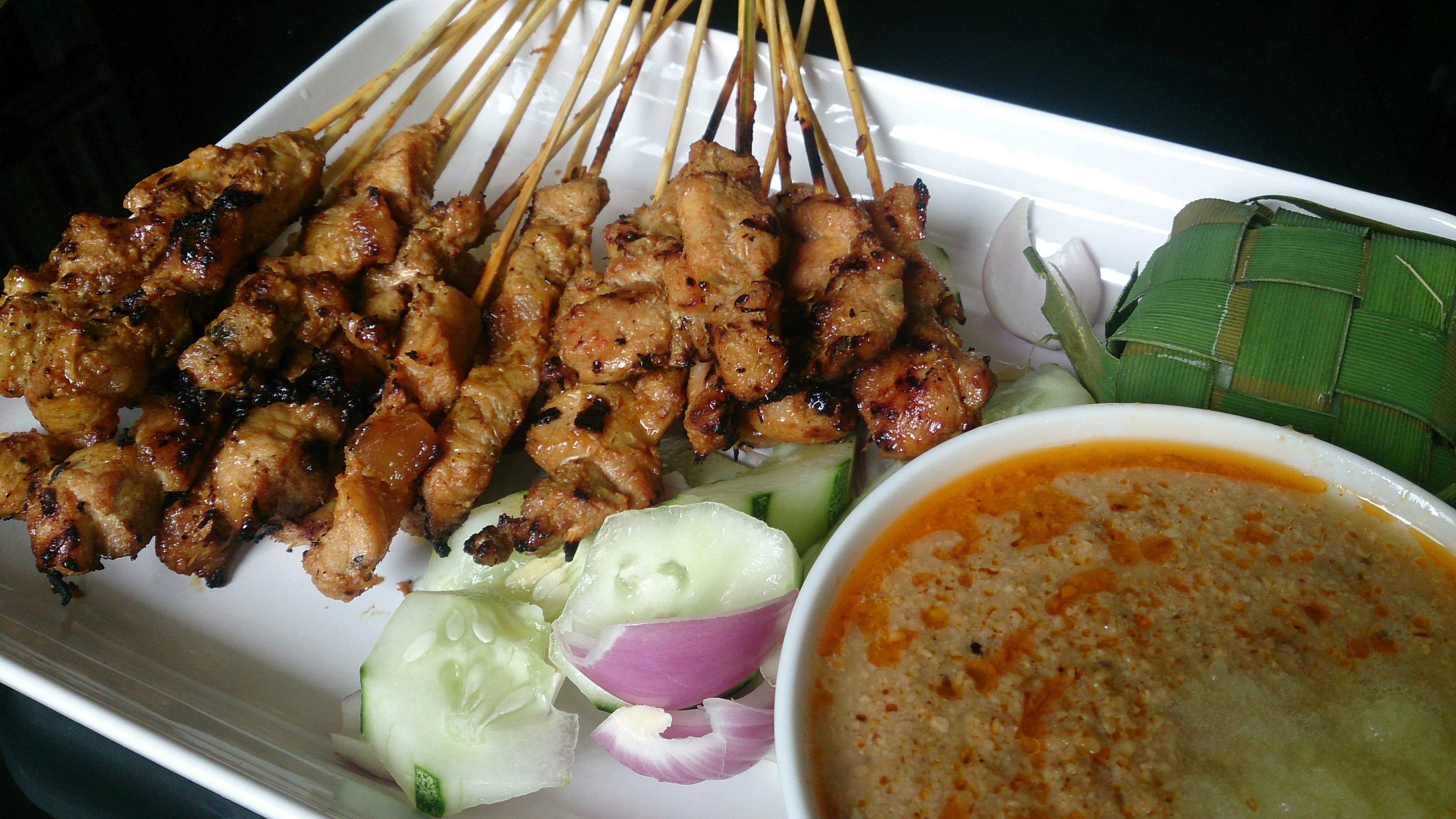
Des Satay de Singapour, brochettes créées à Java